# Bogacin
Bogacin – wyludniona osada w Polsce położona w województwie kujawsko-pomorskim, w powiecie nakielskim, w gminie Nakło nad Notecią. Miejscowość wchodziła w skład sołectwa Michalin.
W latach 1975–1998 miejscowość należała administracyjnie do województwa bydgoskiego.